# Rakovice (Píseki járás)
Rakovice település Csehországban, Píseki járásban. Rakovice Nerestce, Boudy, Mirovice, Mišovice, Smetanova Lhota, Mirotice, Čimelice és Myštice településekkel határos. Lakosainak száma 228 fő (2024. január 1.).

## Népesség
A település lakosságának változását az alábbi diagram mutatja:
| Lakosok száma | 574  | 579  | 571  | 403  | 263  | 209  | 219  | 215  | 213  | 228  |
|               | 1869 | 1890 | 1921 | 1950 | 1980 | 2001 | 2017 | 2019 | 2022 | 2024 |